# Jarque de la Val
Pour les articles homonymes, voir Jarque.
Jarque de la Val est une commune d'Espagne, dans la comarque de Cuencas Mineras, province de Teruel, communauté autonome d'Aragon.